# Piotr Saltîkov
Contele Piotr Semionovici Saltîkov (în rusă Пётр Семёнович Салтыков; n. 11/21 decembrie 1698, Nikolskoye⁠(d), Petrovskoye rural settlement⁠(d), Regiunea Iaroslavl, Rusia – d. 26 decembrie 1772/6 ianuarie 1773, Marfino⁠(d), Mîtișciinski raion⁠(d), Moscova, Rusia) a fost un militar și om de stat rus, avansat la gradul de feldmareșal pe 18 august 1759.

## Biografie
Saltîkov s-a născut în Rusia în satul Nikolskoe, aflat la sud-vest de Lacul Nero, ca fiu al lui Semion Andreevici Saltîkov (10 aprilie 1672 - 1 octombrie 1742), un moșier dintr-o veche familie de boieri care rivaliza ca rang nobiliar cu cea a Romanovilor și descindea dintr-o soră a primului țar Romanov, și al soției sale, Fekla Iakovlevna Volînskaia. A avut un frate mai mic, contele Vladimir Semionovici Saltîkov (6 august 1705 - 5 ianuarie 1751). Era un văr îndepărtat al lui Serghei Vasilievici Saltîkov, primul amant al Ecaterinei cea Mare, și era înrudit, de asemenea, cu țarina Praskovia Feodorovna Saltîkova.
Cu toate acestea, anul nașterii sale este incert. Se estimează că s-ar fi născut între 1697 și 1700, din moment ce țarul Petru cel Mare l-a trimis în 1714 în Franța pentru a învăța știința navigației. El a rămas acolo o mare parte din următorii douăzeci de ani.
În 1729 Saltîkov a cumpărat moșia Marfino și în 1731 s-a căsătorit cu prințesa Praskovia Iurievna Trubețkaia (1704 - 1767), o fiică a printului Iuri Iurievici Trubețkoi cu prima lui soție, prințesa Elena Grigorievna Cerkasskaia, și pe 19 ianuarie 1732 sau 1733 tatăl său a fost ridicat la rangul nobiliar de conte.
În 1759, în timpul Războiului de Șapte Ani (1756-1763), Piotr Saltîkov a fost numit comandant-șef al Armatei Ruse și a obținut curând victorii în bătăliile de la Palzig (Kay) și Kunersdorf.
În 1763 Saltîkov a devenit comandant-șef al Moscovei și a fost numit la conducerea Oficiului Senatorial al Moscovei. În timpul administrației lui Saltîkov, au fost înființate mai multe oficii poștale, au fost restaurate palatele Golovinski și Kolomenski și câteva porți ale orașului, au fost reparate majoritatea podurilor deteriorate de pe râul Moscova și s-a continuat demolarea pereților Orașului Alb (centura de fortificații din jurul Moscovei), cu scopul de a oferi materiale pentru construcția Orfelinatului comandat de Ecaterina cea Mare și pentru restaurarea Arsenalului de la Kremlin. În aprilie 1764 Saltîkov a raportat la Sankt Petersburg că a fost deschis Orfelinatul din Moscova. În scopul aprovizionării moscoviților cu alimente, Saltîkov a interzis scoaterea pâinii din oraș și a ordonat achiziționarea în cantități mari a pâinii de la proprietarii de terenuri. El a asigurat, de asemenea, livrări regulate de vin la Moscova, estimând că era nevoie de o cantitate de 575.000 de vedre. Saltîkov a încercat, de asemenea, să eradicheze practicarea jocurilor de noroc.
În 1765 a luat parte la arderea cărților „dăunătoare pentru societate” la ordinul împărătesei Ecaterina a II-a. În timpul epidemiei de ciumă din 1771, care a provocat plecarea în masă a moșierilor, negustorilor bogați și funcționarilor guvernamentali din Moscova, Piotr Saltîkov a cerut Ecaterinei cea Mare să-i dea permisiunea de a părăsi orașul. Fără a mai aștepta răspunsul ei, a plecat la moșia Marfino de la periferia Moscovei. După izbucnirea pe 16 septembrie 1771 a unei revolte la Moscova, Saltîkov s-a întors în oraș. Cu toate acestea, Ecaterina cea Mare l-a eliberat din funcție pe 13 noiembrie 1771. Un an mai târziu, el a murit la moșia sa de la Marfino.

## Familie
Saltîkov a avut patru copii cu soția sa, prințesa Praskovia Iurievna Trubețkaia:
- Contesa Anastasia Petrovna Saltîkova (26 octombrie 1731 - 24 martie 1830), căsătorită cu Piotr Kvașnin-Samarin (? - 19 octombrie 1815)
- Contesa Varvara Petrovna Saltîkova, căsătorită pe 4 noiembrie 1754 cu prințul Vasili Borisovici Galițîn (? - după 1793), recăsătorită mai târziu, dar fără urmași din ambele căsătorii
- Contele Ivan Petrovici Saltîkov (29 iunie 1739 - 14 noiembrie 1805)
- Contesa Ekaterina Petrovna Saltîkova (2 octombrie 1743 - 13 octombrie 1816, Roma), căsătorită în anul 1762 cu contele Andrei Petrovici Șuvalov (23 iunie 1743 - 24 aprilie 1789), a avut urmași

## Legături externe
- ru  Biography
- ru  Biography and references
- Counts Saltykov